# Gonda (stad)
Gonda is een stad en gemeente in het district Gonda van de Indiase staat Uttar Pradesh. Het is zowel de hoofdstad van het district Gonda als het bestuurlijk centrum van de divisie Devipatan, waar het district deel van uitmaakt.

## Demografie
Volgens de Indiase volkstelling van 2001 wonen er 122.164 mensen in Gonda, waarvan 55% mannelijk en 45% vrouwelijk is. De plaats heeft een alfabetiseringsgraad van 66%.